# 奥様の日
「奥様の日」（おくさまのひ）とは、9月30日に「働く女性に感謝を伝えること」を目的とした記念日。株式会社みつわが制定した。

## 「奥様の日」制定
2012年8月31日に一般社団法人日本記念日協会より認定を受け、記念日として正式登録された。
申請は長野県の小海町商工会青年部でおこなった。
2017年12月をもって日本記念日協会の記念日登録が終了した。

## 「奥様の日」記念日の無償提供開始
2013年7月25日より、9月30日奥様の日記念日の商用利用が無償提供され、一般企業・団体などで利用が可能となっている。

## 「奥様の日」起源
長野県南佐久郡には女性就業率が全国でもトップクラスの村があることから、「働く妻たち」に日頃の感謝を込めようと考えられた。なお、女性就業率は2011年度の「ながの県勢要覧」によると、長野県は女性就業率が福井県に次いで全国2位（51.1%）で、市町村別では南佐久郡川上村が県内1位（66.5%）、同郡南牧村が同2位（60.1位）であった。それらの働く女性の多い地域であることを広く地域外に発信していく目的で同記念日が設立された。

## 記念日 登録セレモニー
記念日登録セレモニーが、初年度の年として、2012年の9月30日奥様の日の起源となる南牧村において催された。同記念日登録セレモニーは、小海町商工会青年部が主催となり、日本記念日協会、長野県川上村村長、長野県南牧村村長、長野県商工会連合会女性部会長が招待され、同日開催された。